# Pointe Petite Tortue
La pointe Petite Tortue est un cap de Guadeloupe situé en Grande-Terre sur la commune d'Anse-Bertrand.

## Géographie
Elle se situe à l'est de la pointe Montagnier et à l'ouest de la pointe de la Grande Vigie avec laquelle elle forme l'anse dite du Cul à Frédi. 